# Dendroleon vitripennis
Dendroleon vitripennis är en insektsart som först beskrevs av Navás 1912.  Dendroleon vitripennis ingår i släktet Dendroleon och familjen myrlejonsländor. Inga underarter finns listade i Catalogue of Life.